# Maria Carbone
Maria Carbone (* 15. Juni 1908 in Castellammare di Stabia; † 28. Dezember 2002 in Rom) war eine italienische Opernsängerin (Sopran) und Gesangspädagogin.
Carbone begann ein Medizinstudium, nahm aber zugleich Gesangsunterricht bei Agostino Roche am Conservatorio San Pietro a Majella in Neapel. 1930 debütierte sie am Teatro San Carlo als Margherita in Arrigo Boitos Oper Mefistofele. Nach Auftritten in Turin und Rom unternahm sie 1933 eine Konzertreise durch Holland.
1936 debütierte sie am Teatro alla Scala als Giorgetta in Il tabarro von Giacomo Puccini. In den folgenden Jahren trat sie dort u. a. in Maria Egiziaca von Ottorino Respighi, La fanciulla del West von Puccini sowie Debora e Jaele und Frau Gherardo von Ildebrando  Pizzetti auf. Als ihre Glanzrollen galten die Titelpartien in Salome und Elektra von Richard Strauss. 1938 wirkte sie in Rom an der Uraufführung von Gian Francesco Malipieros Oper Antonio e Cleopatra mit.
Gastspiele führten Carbone u. a. nach Südamerika, Deutschland, Belgien, Norwegen und in die Schweiz. Ihre Repertoire umfasste mehr als 170 Partien, wobei ihr besonderes Interesse den Opern des Verismo galt. Ihre Bühnenlaufbahn gab sie 1953 auf. Ab 1950 unterrichtete sie zunächst am Conservatorio Giuseppe Verdi in Mailand, dann am Konservatorium von Venedig, schließlich gab sie privaten Unterricht in Turin. Zu ihren Schülern zählten u. a. Maria Chiara, Renzo Casellato, Benito di Bella und Seta del Grande.